# Monte Itoupè
Il monte Itoupè (in francese mont Itoupè) è la seconda massima elevazione della Guyana francese e si trova nel Sommet Tabulaire, parte del Massiccio della Guiana nel comune di Maripasoula.